# Acyphoderes odyneroides
Acyphoderes odyneroides là một loài bọ cánh cứng trong họ Cerambycidae.